# Erasmus Student Network Italia
ESN Italia è l'acronimo di Erasmus Student Network Italia, il livello nazionale italiano del network ESN.
Erasmus Student Network è un’associazione studentesca internazionale no-profit fondata nel 1990 da ex studenti in mobilità internazionale su iniziativa dell'Erasmus Bureau della Comunità Europea, il cui obiettivo principale è fornire attività e servizi per gli studenti internazionali e promuovere la mobilità studentesca.
ESN Italia è una associazione di secondo livello fondata nel 1994, che conta 53 sezioni locali distribuite in 48 città italiane con oltre 2500 membri attivi che lavorano su base volontaria, fornendo servizi a circa 20.000 studenti Erasmus e non solo, che giungono in Italia ogni anno. 
Le sezioni di ESN lavorano secondo il principio di “Students helping students”, al fine di aiutare gli studenti in mobilità a vivere al meglio la propria esperienza di studio o di tirocinio all'estero.
Le sezioni forniscono supporto sia agli studenti in arrivo che a quelli in partenza, prestando opera di accoglienza e consulenza agli studenti stranieri ospiti per un periodo di studio all'estero (attraverso un servizio che va dalla ricerca dell'alloggio al tutoraggio e all'organizzazione di eventi culturali e ricreativi che favoriscano l'integrazione dello studente straniero nell'ambiente universitario locale).
I volontari sono, in larga parte, studenti universitari che hanno maturato un’esperienza di scambio internazionale e vogliono mettere a disposizione le proprie esperienze ed il proprio tempo; oppure studenti che sono prossimi a fare un’esperienza di scambio internazionale e che attraverso il lavoro all’interno dell’associazione possono acquisire competenze utili per vivere al meglio l’esperienza di studio o tirocinio all’estero, anche in paesi con un background culturale e sociale molto diverso dal proprio.
Erasmus Student Network Italia è un'associazione supportata dalla Commissione Europea, il MIUR, l'Agenzia Nazionale Giovani ed INDIRE.
A livello internazionale ESN promuove la mobilità studentesca europea interfacciandosi con le maggiori istituzioni dell’Unione Europea.

## I valori di ESN
ESN crede nell'arricchimento della società attraverso gli studenti internazionali e i suoi valori, condivisi da tutti i suoi membri volontari sono:
- Unione nella diversità, tutti proveniamo da un contesto diverso ma condividono un obiettivo comune,
- Studenti che aiutano gli studenti, ci impegniamo con passione a fare volontariato per il beneficio degli altri,
- Divertimento nell'amicizia e nel rispetto, ci godiamo relazioni basate sul rispetto,
- Dimensione internazionale della vita, siamo aperti, mobili, amiamo scoprire ed esplorare, cooperare e interagire per rompere i confini,
- Amore per l'Europa come spazio di pace e scambio culturale viviamo e beneficiamo al massimo della ricchezza culturale dell'Europa
- Apertura con tolleranza, comprendiamo e accettiamo gli altri e impariamo da loro,
- Cooperazione nell'integrazione condividiamo una visione olistica dell'internazionalità.

## Storia
Nel 1987, la Comunità Economica Europea (CEE) ha approvato un progetto per creare un ampio programma di mobilità nel campo dell'istruzione superiore. Una parte di questo progetto comprendeva il programma Erasmus - un programma di scambio che offrire agli studenti l'opportunità di trascorrere parte dei loro studi all'estero.
Nel 1989, Erasmus Bureau invitò 32 ex studenti Erasmus per una riunione di valutazione a Gand, in Belgio. Questo incontro è stato il punto di partenza di Erasmus Student Network. I problemi evidenziati durante valutazione divennero i punti cardine su cui i fondatori di ESN International avrebbero dovuto lavorare. L'idea principale si basava sul concetto di "studenti che aiutano gli studenti", una frase che oggi è conservata come motto del lavoro dell'organizzazione.
Numerose sezioni ESN furono fondate in diverse università europee e, con i finanziamenti della CEE, nel febbraio 1990 nella città di Copenaghen, in Danimarca, si organizzò un incontro per celebrare la fondazione ufficiale di ESN International, a cui hanno presenziarono 49 partecipanti provenienti da quasi tutti gli Stati membri che facevano parte del programma. ESN International diventa così un'associazione legale, di cui Desiree Majoor di Utrecht, Paesi Bassi, fu la prima presidente.
ESN crebbe rapidamente e nel 1994 ESN raccoglie già 60 sezioni in 14 paesi. Nel 2004 la rete ESN comprendeva 170 sezioni all'interno e all'esterno dell'Europa, dalla Scandinavia al Marocco. Da allora ESN è cresciuta con un tasso medio del 12% circa ogni anno. Le nuove tecnologie hanno contribuito notevolmente alla collaborazione tra le sezioni e gli incontri frequenti hanno rafforzano i legami tra i volontari ESN e, allo stesso tempo, contribuito allo scambio di idee e una migliore qualità del lavoro per raggiungere un futuro migliore.
Il 30 novembre 2005, ESN ha stabilito la propria sede a Bruxelles ed è stata registrata legalmente come organizzazione belga senza scopo di lucro.
A partire dal 25 novembre 2017, la rete di studenti Erasmus comprende più di 530 associazioni locali ("sezioni") in 40 paesi e conta oltre 18.000 volontari in tutta Europa.
ESN Italia viene fondata il 22 ottobre del 1994 dalla volontà di unirsi di sette sezioni:
- ESN Bologna
- ESN GEG Genova
- ESN Politecnico Milano
- ESN S.T.E.P. Pavia
- ESN ASSI Parma
- ESN Siena GES
- ESN Trento

## Organi di ESN Italia
Consiglio Direttivo Nazionale
Il Consiglio Direttivo Nazionale di ESN Italia è l'organo esecutivo dell'associazione, è composto da otto membri: 
- Presidente: Matilde Quaglia, ESN Trento
- Vicepresidente: Elena Faria, ESN Roma LUISS
- Segretario: Bendetta Mazzocchi, ESN Macerata
- Tesoriere: Nicola Zatti, ESN Udine
- Responsabile Eventi: Giovanna Mancini, ESN Trento
- Responsabile Web e Comunicazione: Nicoletta Gulino, ESN Urbino
- Rappresentante Nazionale: Marco Comotti, ESN Politecnico Milano
- Responsabile Attività e Formazione: Vittoria Oliviero, ESN Milano Unicatt

Viene eletto annualmente, a dicembre, durante la quarta e ultima Assemblea Generale dell'anno. 
Il Direttivo rappresenta l'associazione di fronte alle istituzioni nazionali e all'interno del network internazionale di ESN, inoltre si occupa di monitorare l'andamento dell'associazione e di coordinarne i lavori. 
È supportato da sei Commissioni Nazionali e da diversi Board Supporter. 
Assemblea Generale
L'Assemblea Generale (AG) è il più alto organo decisionale del Network Nazionale. I soci, le sezioni, si riuniscono 4 volte l'anno per modificare statuto e regolamenti e deliberare su tutte le decisioni più importanti che riguardano l'associazione. 
Chairing Team
Il Charing Team è l’organo di ESN Italia che si occupa di gestire i lavori assembleari durante l’Assemblea Generale. L’organo si rinnova ogni anno ed è composto da 3 membri: 
Main Chair: Anna Chiara Bressi, ESN Pisa 
Vice-Chair: Federica Tanzini, ESN Siena GES 
Technical Chair: Giuseppe Masotano, ESN Ancona   
Collegio Arbitrale
Il Collegio Arbitrale è un "organo silente" perché è attivato solo in seguito a una procedura disciplinare nei confronti di una Sezione o di un organismo dell'associazione (ad esempio un membro del consiglio direttivo nazionale). La procedura disciplinare può essere attivata in caso di violazione di Statuto e regolamenti e in caso di danni all'immagine dell'associazione.

## Eventi di ESN Italia
Piattaforma Nazionale
La Piattaforma Nazionale è l'evento che ospita l'Assemblea Generale dell'associazione. Si svolge 4 volte l'anno ed è organizzata a rotazione da una delle sezioni. Dura un intero fine settimana e, generalmente, inizia con una conferenza di apertura in cui partecipano Università ed Istituzioni locali. 
Incontro Culturale Erasmus
L'Incontro Culturale Erasmus (ICE) è l'evento nazionale autunnale di ESN Italia. L’ICE viene considerato come l’evento di accoglienza per eccellenza poiché racchiude in sé i valori di cui ESN Italia si fa portatrice, quali volontariato, aggregazione, non discriminazione, integrazione, sensibilizzazione e rispetto per le problematiche sociali. Consiste in quattro giorni all’insegna della cultura e della storia, alla scoperta di Roma e delle sue eterne bellezze.
Gli studenti internazionali confluiscono a Roma da ogni parte d’Italia, pronti a godere del patrimonio artistico e culturale della capitale con visite guidate e tour, ma anche ad assaporare piatti tipici e divertirsi in compagnia.
L’evento si svolge nell'arco temporale di un fine settimana, i partecipanti sono all’incirca 3000 giovani studenti universitari, provenienti da tutto il mondo.
Una Conferenza di Apertura dà il via all’evento approfondendo temi di attualità correlati al mondo della mobilità internazionale e del volontariato. Nel corso del venerdì e tutta la giornata del sabato si svolgono, invece, le visite guidate, ad opera di professionisti del settore, in giro tra i luoghi più significativi e suggestivi di Roma.
National Erasmus Games
I National Erasmus Games (NEG) sono un progetto nazionale ESN che consente agli studenti internazionali di tutta Italia di partecipare a una competizione sportiva ispirata ai Giochi Olimpici. Durante i NEG gli studenti delle sezioni della rete italiana si sfidano nelle diverse discipline sportive previste per i giochi (calcio, pallavolo, basket e beach volley) indossando i colori della città in cui stanno trascorrendo la loro esperienza di mobilità. L'evento è patrocinato da varie istituzioni nazionali e locali, tra cui il CONI.
Evento Nazionale di Primavera
L'Evento Nazionale di Primavera (EN) è un evento di socializzazione, della durata di un weekend, a cui partecipano circa 3000 studenti stranieri. Rappresenta uno dei più importanti momenti di conoscenza e di aggregazione per tutti coloro che vivono e condividono l'esperienza Erasmus in Italia. È l'ultimo grande evento nazionale di ESN Italia, durante il quale gli studenti internazionali, che hanno trascorso il loro periodo di mobilità nel bel paese, si salutano prima della conclusione del loro periodo di scambio.

## Progetti Nazionali
Erasmus in Schools
ESN Italia promuove la mobilità tramite il progetto Erasmus in Schools che mira a mettere in contatto diretto gli Erasmus con gli studenti delle scuole superiori, per trasmettere loro il valore della mobilità, dell’apprendimento interculturale e dell’internazionalizzazione. Il progetto ha il sostegno dell'Agenzia Nazionale Erasmus+/INDIRE e si è esteso anche alle scuole elementari e medie con Discovery Europe che mira a far conoscere, scoprire e vivere l’Europa ai bambini.
AskErasmus
Dal 2015 ESN Italia ha inaugurato la piattaforma AskErasmus la quale si rivolge agli studenti Erasmus in partenza dall'Italia.
Si tratta di un database di raccolta dati dei contatti dei soci volontari di ESN, divisi per città europee nelle quali hanno svolto il loro periodo di mobilità. Lo studente in partenza che desidererà ricevere maggiori informazioni sulla città per la quale è in procinto di partire, potrà contattare il volontario ESN per porre le sue domande o ricevere qualche consiglio utile risolvendo così i suoi dubbi.
Erasmus and Sport
Il progetto nasce con il proposito di diffondere tra gli studenti di scambio internazionale la cultura del vivere sano, puntando a trasmettere i valori dell’integrazione e della coesione sociale attraverso lo sport, inteso come elemento unificatore, che evidenzia l’uguaglianza piuttosto che la diversità.
Erasmus for Culture
Erasmus For Culture è nato nel 2018 in occasione dell'anno Europeo del Patrimonio Culturale e il suo obiettivo principale è quello di sensibilizzare gli studenti Erasmus sull'importanza della storia e dei valori europei e rafforzare il senso d'identità europea attraverso attività ad hoc volte alla promozione del patrimonio culturale del territorio italiano e delle nostre città/luoghi di appartenenza. Rientrano nel progetto attività come i viaggi, le visite guidate e laboratori finalizzati all’apprendimento delle sfaccettature culturali italiane.
Il tuo Erasmus con ESN
“Il tuo Erasmus con ESN” nasce nel 2013 e consiste in un contest aperto a tutti gli studenti Erasmus outgoing delle università in cui è presente una sezione ESN. ESN Italia mette a disposizione ogni anno, per i vincitori nazionali, dei contributi economici del valore di 750,00 euro. La prova consiste in un elaborato vertente su tematiche relative all’Europa o alla mobilità studentesca internazionale. Le prove vengono valutate in successione da tre commissioni esaminatrici: la prima a livello locale, la seconda a livello nazionale e la terza composta da membri di alcune istituzioni.
ESNcard
La ESNcard è la tessera del Network degli studenti Erasmus. Dimostra che una persona è membro di una sezione ESN e quindi parte della grande rete ESN. Inoltre, la ESNcard offre anche molti sconti in diverse città e paesi in cui esistono sezioni ESN.
Il progetto mira a fornire sconti vantaggi ed opportunità agli studenti internazionali durante il loro periodo all'estero.
SocialErasmus
SocialErasmus è un progetto internazionale che ha lo scopo di coinvolgere i giovani cittadini in diverse attività di volontariato durante il loro soggiorno all'estero, al fine di apportare un cambiamento nella società. In questo modo gli studenti possono capire meglio i problemi della città in cui si trovano.
SocialErasmus supporta 8 diverse cause: Ambiente, Salute, Povertà, Violenza, Animali, Disastri, Discriminazioni e Istruzione.
ExchangeAbility
Il progetto ExchangeAbility ha lo scopo di aumentare il numero di studenti disabili in mobilità, promuovendo diverse opportunità e rendendo ESN un'associazione più accessibile a tutti i suoi livelli di attività.
Il suo più grande sottoprogetto: MapAbility, si pone come obiettivo quello di sviluppare una mappa visiva delle università in tutta Europa, al fine di identificare il loro livello di accessibilità da parte degli studenti con disabilità e i servizi speciali che offrono.
Mov’in Europe
Mov’in Europe mira a promuovere le diverse opportunità di mobilità. Il progetto mira non solo a promuovere le opportunità Erasmus, ma anche un'ampia varietà di opportunità rivolte a giovani, studenti e giovani laureati (volontariato, viaggio, apprendimento, studio, tirocini, lavoro)....
ResponsibleParty
Responsible Party è un progetto che ha lo scopo di sensibilizzare gli studenti sugli effetti del consumo di alcol. Durante le feste vengono organizzate attività divertenti e coinvolgenti con l'obiettivo di aumentare la consapevolezza sulle ripercussioni salutari causate dal consumo eccessivo di alcol.

## Curiosità
Medaglia di Rappresentanza del Presidente della Repubblica a ESN Italia
La medaglia di Rappresentanza è un riconoscimento che viene attribuito dal Presidente della Repubblica a iniziative di interesse culturale, scientifico, artistico, sportivo e sociale. Erasmus Student Network Italia ha ricevuto la Medaglia di Rappresentanza per l’Incontro Culturale Erasmus - ICE 2016.
ESNcard a Papa Francesco
Sempre nella cornice dell’Incontro Culturale Erasmus, sabato 15 Novembre 2016, una rappresentanza di studenti Erasmus, guidati dai volontari di ESN Italia, ha avuto la possibilità di presenziare all’udienza giubilare e incontrare Papa Francesco, cui è stata consegnata una targa raffigurante la ESNcard, tessera riconosciuta a livello europeo che identifica ESN e la #GenerazioneErasmus.
ESN4EXPO Milano 2015
"La mobilità come energia per la vita" è stato il motto che ESN Italia ha scelto per la sua presenza all'Esposizione Universale tenutasi a Milano nel 2015, con il suo progetto ESN4EXPO. Attraverso la sua presenza e le iniziative che ha pianificato, ha contribuito ad evidenziare l'importanza della mobilità per lo studio e il lavoro come espressione particolare della cittadinanza attiva. ESN si è occupata di promuovere Expo Milano 2015 nelle università europee attraverso alcuni ambasciatori e in collaborazione con l'Unione Europea, successivamente ha partecipato all'assunzione di volontari per il padiglione dell'UE in collaborazione con la Commissione Europea e Ciessevi. Sempre con Ciessevi, ESN ha lavorato a un programma sociale per i volontari dell'Expo e del padiglione dell'UE per coinvolgerli e aiutarli durante il loro soggiorno a Milano.
Generazione Senza Voto
Al fine di semplificare la procedura per la votazione dall’estero e di permettere agli studenti Erasmus di votare per corrispondenza ESN Italia ha promosso, da settembre 2014, una raccolta firme per una legge di iniziativa popolare. Lo scopo era quello di raggiungere entro la fine di febbraio 2015 le 50.000 firme necessarie, secondo l’articolo 71 della Costituzione Italiana,  per depositare presso la Corte di Cassazione una proposta di legge ad iniziativa popolare. Fondamentale è stata la campagna mediatica attraverso l’utilizzo di #GenerazioneSenzaVoto, diventato uno degli hashtag più condivisi su Facebook e Twitter.
Il 26 Gennaio, in Senato, è stato approvato un emendamento il quale prevede, per i cittadini italiani residenti all’estero da almeno tre mesi per motivi di lavoro, di studio o cure mediche, la possibilità di votare per posta. È stato così assicurato per la prima volta in Italia l’esercizio di voto ai giovani Erasmus, diritto indispensabile per garantire la cittadinanza e la partecipazione attiva delle nuove generazioni, sempre più fondamentali nella costruzione del futuro dell’Italia e dell’Europa intera.

## Sezioni
| Sezione                    | Anno | Ateneo |
| ESN ASE Catania            | 2009 | Università degli Studi di Catania                                                                                         |
| ESN Bari                   | 2010 | Politecnico di Bari ed Università degli Studi di Bari                                                                     |
| ESN Milano Bocconi         | 2009 | Università Commerciale Luigi Bocconi                                                                                      |
| ESN Brescia                | 2010 | Università degli Studi di Brescia                                                                                         |
| ESN Foggia                 | 2009 | Università degli Studi di Foggia                                                                                          |
| ESN Cosenza                | 2020 | Università della Calabria                                                                                                 |
| ESN Roma LUISS             | 2010 | LUISS Guido Carli |
| ESN Florentia              | 2010 | Università degli Studi di Firenze                                                                                         |
| ESN Bergamo                | 2011 | Università degli Studi di Bergamo                                                                                         |
| ESN Venezia                | 2011 | Università Ca' Foscari Venezia                                                                                            |
| ESN Insubria               | 2019 | Università degli Studi dell'Insubria                                                                                      |
| ESN Chieti Pescara         | 2011 | Università degli Studi "Gabriele d’Annunzio"                                                                              |
| ESN Trieste                | 2012 | Università degli Studi di Trieste                                                                                         |
| ESN ASSI Parma             | 1991 | Università degli Studi di Parma                                                                                           |
| ESN Bologna                | 1992 | Alma Mater Studiorum - Università di Bologna                                                                              |
| ESN Siena GES              | 1990 | Università degli Studi di Siena                                                                                           |
| ESN Trento                 | 1992 | Università degli Studi di Trento                                                                                          |
| ESN GEG Genova             | 1994 | Università degli Studi di Genova                                                                                          |
| ESN Politecnico Milano     | 1992 | Politecnico di Milano |
| ESN Milano Statale         | 1994 | Università degli Studi di Milano                                                                                          |
| ESN Padova                 | 1994 | Università degli Studi di Padova                                                                                          |
| ESN Palermo                | 1995 | Università degli Studi di Palermo                                                                                         |
| ESN Roma ASE               | 1995 | Università degli Studi di Roma "La Sapienza"                                                                              |
| ESN ASE Verona             | 1999 | Università degli Studi di Verona                                                                                          |
| ESN Pisa                   | 2000 | Università degli Studi di Pisa                                                                                            |
| ESN Maleventum             | 2002 | Università degli Studi del Sannio                                                                                         |
| ESN Teramo                 | 2003 | Università degli Studi di Teramo                                                                                          |
| ESN Milano-Bicocca         | 2004 | Università degli Studi di Milano-Bicocca                                                                                  |
| ESN AURE Camerino          | 2005 | Università degli Studi di Camerino                                                                                        |
| ESN Messina                | 2005 | Università degli Studi di Messina                                                                                         |
| ESN STEP Pavia             | 2005 | Università degli Studi di Pavia                                                                                           |
| ESN Rimini                 | 2005 | Università di Bologna - Campus di Rimini                                                                                  |
| ESN Milano IULM            | 2006 | IULM - Libera Università di Lingue e Comunicazione                                                                        |
| ESN Napoli                 | 2006 | Università degli Studi di Napoli "Parthenope"                                                                             |
| ESN Modena                 | 2006 | Università degli Studi di Modena e Reggio Emilia                                                                          |
| ESN Reggio Calabria        | 2006 | Università degli Studi "Mediterranea" di Reggio Calabria ed Università per Stranieri "Dante Alighieri" di Reggio Calabria |
| ESN Sassari                | 2006 | Università degli Studi di Sassari                                                                                         |
| ESN Roma Tre               | 2006 | Università degli Studi Roma Tre                                                                                           |
| ESN Macerata               | 2007 | Università degli Studi di Macerata                                                                                        |
| ESN L'Aquila               | 2007 | Università degli Studi dell'Aquila                                                                                        |
| ESN Perugia                | 2008 | Università degli Studi di Perugia ed Università per Stranieri di Perugia                                                  |
| ESN Cagliari               | 2008 | Università degli Studi di Cagliari                                                                                        |
| ESN Salerno                | 2012 | Università degli Studi di Salerno                                                                                         |
| ESN Milano Unicatt         | 2012 | Università Cattolica del Sacro Cuore                                                                                      |
| ESN Lecce                  | 2012 | Università del Salento |
| ESN Ferrara                | 2012 | Università degli Studi di Ferrara                                                                                         |
| ESN Ancona                 | 2012 | Università Politecnica delle Marche                                                                                       |
| ESN Torino                 | 2017 | Università degli Studi di Torino e Politecnico di Torino                                                                  |
| ESN Udine                  | 2014 | Università degli Studi di Udine                                                                                           |
| ESN Sui-Generis Basilicata | 2016 | Università degli Studi della Basilicata                                                                                   |
| ESN Urbino                 | 2017 | Università degli Studi di Urbino "Carlo Bo"                                                                               |
| ESN UniMol                 | 2017 | Università degli Studi del Molise                                                                                         |
| ESN Ravenna                | 2023 | Università di Bologna - Campus di Ravenna                                                                                 |

## Consigli Direttivi
| Anno  | Presidente                                          | Vicepresidente                            | Tesoriere                                                              | Responsabile Eventi                        | Responsabile Web e Comunicazione     | Responsabile Progetti     | Responsabile Attività e Formazione | Rappresentante Nazionale               | Segretario                                           | Vice NR                            |
| ----- | --------------------------------------------------- | ----------------------------------------- | ---------------------------------------------------------------------- | ------------------------------------------ | ------------------------------------ | ------------------------- | ---------------------------------- | -------------------------------------- | ---------------------------------------------------- | ---------------------------------- |
| 2025  | Matilde Quaglia (Trento)                            | Elena Faria (Roma LUISS)                  | Nicola Zatti (Udine)                                                   | Giovanna Mancini (Trento)                  | Nicoletta Gulino (Urbino)            | /                         | Vittoria Oliviero (Milano Unicatt) | Marco Comotti (Politecnico Milano)     | Bendetta Mazzocchi (Macerata)                        | /                                  |
| 2024  | Gaia Tamasi (Modena e Reggio Emilia)                | Valentina Carcione (Venezia)              | Alex Bertoldi (Padova)                                                 | Donna Giorgi (Roma ASE)                    | Nicoletta Gulino (Urbino)            | /                         | Marta Faruffini (GEG Genova)       | Marco Comotti (Politecnico Milano)     | Federica Tanzini (Siena GES)                         | /                                  |
| 2023  | Gerlando Sciabica (Siena GES)                       | Gaia Tamasi (Modena)                      | Alex Bertoldi (Padova)                                                 | Stefano Gualtieri (Napoli)                 | Gabriele Barranca (Torino)           | /                         | Marta Faruffini (GEG Genova)       | Marilù Fortino (Milano Statale)        | Federica Tanzini (Siena GES)                         | /                                  |
| 2022  | Gerlando Sciabica (Siena GES)                       | Francesca Chieti (Ancona)                 | Francesco Digilio (Milano Bocconi)                                     | Massimiliano Marziali (Politecnico Milano) | Calogero Puntrello (Palermo)         | /                         | Chiara Ferrari (Pisa)              | Alessio Burlon (Udine)                 | Eleonora Catozzi (Milano Statale)                    | /                                  |
| 2021  | Giovanni Telesca (Chieti Pescara)                   | Nadia Sellami (Bergamo)                   | Francesco Marinelli (Florentia)                                        | Giovanni D'Amico (Macerata)                | Egi Ivanaj (Udine)                   | Francesco Ferraro (Siena) |                                    | Alessio Burlon (Udine)                 |                                                      |                                    |
| 2020  | Giovanni Telesca (Chieti Pescara)                   | Nadia Sellami (Bergamo)                   | Francesco Marinelli (Florentia)                                        | Giovanni D'Amico (Macerata)                | Egi Ivanaj (Udine)                   | Francesco Ferraro (Siena) |                                    | Matteo Carbone (Modena)                | /                                                    | /                                  |
| 2019  | Vittorio Gattari (Unicatt Milano)                   | Attilio Apostoli (L'Aquila)               | Lidio Notaroberto (Florentia) poi Marco Lattarulo (Politecnico Milano) |                                            | Alessandra Palmulli (Milano Statale) | Alberto Spatola (Genova)  |                                    | Matteo Carbone (Modena)                | Maria Consuelo Mesiani (Pisa)                        | x                                  |
| 2018  | Vittorio Gattari (Unicatt Milano)                   | Serena D'Amato (Macerata)                 | Lidio Notarberto (Florentia)                                           |                                            | Niccolò E. Marchello (Camerino)      | Manuela Locci (Cagliari)  |                                    | Nour El Kholy (Politecnico Milano)     | Giulia Bettelli (Milano-Bicocca)                     | x                                  |
| 2017  | Simone Acquaviva (Roma Tre)                         | Serena D'Amato (Macerata)                 | Loris Mulassano (Politecnico Milano)                                   |                                            | Niccolò E. Marchello (Camerino)      | Manuela Locci (Cagliari)  |                                    | Nour El Kholy (Politecnico Milano)     | Giulia Bettelli (Milano-Bicocca)                     | x                                  |
| 16/17 | Angelo Campione (Pisa) poi Valentina Presa (Trento) | Valentina Presa (Trento)                  | Gianluca Fiore (Pavia)                                                 |                                            | Antonella Laurino (Salerno)          | x                         |                                    | Simone Acquaviva (Roma Tre)            | Laura Fulco (Milano Statale)                         | x                                  |
| 15/16 | Fabrizio Bitetto (Politecnico Milano)               | Valentina Presa (Trento)                  | Antonio Belsito (Salerno)                                              |                                            | Alessia Carlozzo (Roma ASE)          | x                         |                                    | Giuseppina Maccario (Salerno)          | Laura Fulco (Milano Statale)                         | x                                  |
| 14/15 | Carlo Bitetto (Milano Statale)                      | Gian Lorenzo Montina (Trieste)            | Antonio Belsito (Salerno)                                              |                                            | Alessia Carlozzo (Roma ASE)          | x                         |                                    | Marco Cazzola (Trento)                 | Dalila Nesca (Chieti Pescara)                        | x                                  |
| 13/14 | Carlo Bitetto (Milano Statale)                      | Stefano Marra (Parma)                     | Stefania Putzolu (Milano Statale)                                      |                                            | x                                    | x                         |                                    | Giulia Rosa D'Amico (Roma Tre)         | Dalila Nesca (Chieti Pescara)                        | Marco Cazzola (Trento)             |
| 12/13 | Emanuele Scamardella (Siena)                        | Valentina Palmieri                        | Stefania Putzolu (Milano Statale)                                      |                                            | x                                    | x                         |                                    | Giulia Rosa D'Amico (Roma Tre)         | Cadia Romano (Florentia)                             | Tino Giuffrida (Catania ASE)       |
| 11/12 | Francesco Pettinato (Siena)                         | Marco Cuzzocrea (Reggio Calabria)         | Antonio Di Nenno (Politecnico Milano)                                  |                                            | x                                    | x                         |                                    | Adriano Corso (Catania ASE)            | Lucia Patrucco (Genova) poi Cadia Romano (Florentia) | Matteo De Pascale                  |
| 10/11 | Francesco Cappellano (Reggio Calabria)              | Azzura Fermo                              | Francesco Pettinato                                                    |                                            | x                                    | x                         |                                    | Daphne Scherer (Genova)                | Valentina Settomini                                  | Adriano Corso (Catania ASE)        |
| 09/10 | Luca Carnovale (Milano-Bicocca)                     | Francesco Cappellano                      | Marcella dell'Oca poi Lara Kersbamer                                   |                                            | x                                    | x                         |                                    | Manuela Ascoli poi Fabrizio Costantino | Sara Ucci                                            | Veerle Boomans poi Giulia di Muzio |
| 08/09 | Nicola Alvaro (Camerino)                            | Francesco Aiello (Cosenza)                | Aurelio Finelli                                                        |                                            | x                                    | x                         |                                    | Domenico Melpignano                    | Elena Bonaccorsi                                     | Dario Capogrosso                   |
| 07/08 | Domenico Ialeggio (Benevento)                       | Francesco Furno                           | Andrea Bonfiglio                                                       |                                            | x                                    | x                         |                                    | Giorgio Marinoni                       | Massimiliano Dini                                    | x                                  |
| 06/07 | Andrea Bonfiglio (Palermo)                          | Lucia Mortali                             | Marco Capriotti ( Teramo)                                              |                                            | x                                    | x                         |                                    | Nicola Casati                          | Emanuela Ascoli                                      | x                                  |
| 05/06 | Tomaso Bisol (Padova)                               | Lorenzo Bersiani                          | Luca Laudiero                                                          |                                            | x                                    | x                         |                                    | Davide Capecchi (Milano Statale)       | Emanuela Ascoli                                      | x                                  |
| 04/05 | Luca Laudiero (Verona)                              | Luigi Cocco                               | Antonio Gorreri                                                        |                                            | x                                    | x                         |                                    | Carlo Lanzinger                        | Chiara Frantizza                                     | x                                  |
| 03/04 | Irene Buoncristiani                                 | Christian di Nardo poi Valentina Pulzella | Lorenzo Bersiani                                                       |                                            | x                                    | x                         |                                    | Leda Magno                             | Elisabetta Beccia                                    | x                                  |
| 02/03 | Marco Turra                                         | Damiano Migliori                          | Giovanni Vittadini poi Francesca Martelli poi Matteo Martelli          |                                            | x                                    | x                         |                                    | Sara Cellemme                          | Mauro Tiso poi Eros Volpato poi Cecilia Cinelli      | x                                  |
| 01/02 | Elena Marani                                        | Andrea Gregni                             | Franscesca Martelli                                                    |                                            | x                                    | x                         |                                    | Valentina De Mari                      | Daniele Cristini                                     | x                                  |
| 00/01 | Anna Romagnolo                                      | Gaia Scacciavillani                       | Sergio Gibellini                                                       |                                            | x                                    | x                         |                                    | Matteo Baggio                          | Matteo Martelli poi Bruno Garavelli                  | x                                  |
| 99/00 | Antonio Castellano                                  | Maria Infantolino                         | Giorgio Girardi                                                        |                                            | x                                    | x                         |                                    | Barbara Squarci                        | Matteo Martelli                                      | x                                  |
| 98/99 | Alioscia Lombardini                                 | Sergio Valentini                          | Antonio Castellano                                                     |                                            | x                                    | x                         |                                    | Alessandro Stilo                       | Isabella Casartelli                                  | x                                  |
| 97/98 | Francesco Rubinacci                                 | Marco Cicoria                             | Manuela Mullace                                                        |                                            | x                                    | x                         |                                    | Paolo Panzera                          | Sara Radice poi Isabella Casartelli                  | x                                  |
| 96/97 | Fabiano Rubinacci                                   | Paolo Brignardello                        | Michele Fara                                                           |                                            | x                                    | x                         |                                    | Antonella Candido                      | Alessandra Canovi                                    | x                                  |
| 95/96 | Fabiano Vivori                                      | x                                         | x                                                                      |                                            | x                                    | x                         |                                    | Marco Polloni (Politecnico Milano)     | Fabrizia Cocco                                       | x                                  |
| 94/95 | x                                                   | x                                         | x                                                                      |                                            | x                                    | x                         |                                    | Gabriele Giorgi                        | x                                                    | x                                  |
| 93/94 | x                                                   | x                                         | x                                                                      |                                            | x                                    | x                         |                                    | Alberto Bacchiega                      | x                                                    | x                                  |
| 92/93 | x                                                   | x                                         | x                                                                      |                                            | x                                    | x                         |                                    | Matteo Baceda                          | x                                                    | x                                  |